# IW Engine
A IW Engine é um motor gráfico desenvolvido pela Infinity Ward para a série Call of Duty. É também o principal motor para da série de jogos do agente James Bond. O motor tem sido utilizado pela Infinity Ward, Treyarch, Raven Software e Sledgehammer Games.
O motor não tinha um nome oficial, até que na E3 2009 a IGN anunciou que o Call of Duty: Modern Warfare 2 usaria a "IW Engine 4.0".
Em 2019, um estúdio dedicado da Infinity Ward na Polônia criou uma versão totalmente nova da IW Engine, "feita sob medida para Modern Warfare", segundo a Activision em seu blog oficial. Intitulada posteriormente de "IW Engine 8.0", essa versão marcou o maior salto em qualidade gráfica já visto na franquia Call of Duty, sendo amplamente elogiada em seu título de estreia, Call of Duty: Modern Warfare (2019).
Em 2022, foi desenvolvida uma versão melhorada da IW Engine, a 9.0, estreando em Call of Duty: Modern Warfare II. Vem sendo utilizada desde então no desenvolvimento dos títulos da saga Call of Duty.

## Jogos
| Título | Ano de lançamento | Versão da engine                             | Notas |
| --- | ----------------- | -------------------------------------------- | --- |
| Call of Duty 2 | 2005              | IW 2.0                                       | Versão modificada da id Tech 3 do Call of Duty (Call of Duty: Classic no PlayStation 3/Xbox 360)                                                                  |
| Call of Duty 4: Modern Warfare Call of Duty: Modern Warfare: Reflex Edition                                             | 2007 2009         | IW 3.0                                       | Versão muito atualizada da IW 2.0 do Call of Duty 2 |
| Call of Duty: World at War                                                                                              | 2008              | IW 3.0                                       | IW 3.0 do Call of Duty 4: Modern Warfare atualizada |
| 007 - Quantum of Solace                                                                                                 | 2008              | IW 3.0                                       | Versão modificada da IW 3.0 do Call of Duty 4: Modern Warfare |
| Call of Duty: Modern Warfare 2 Call of Duty Online                                                                      | 2009 2015         | IW 4.0                                       | Atualizado da IW 3.0 do Call of Duty 4: Modern Warfare |
| Call of Duty: Black Ops                                                                                                 | 2010              | IW 3.0                                       | IW 3.0 do Call of Duty: World at War atualizada |
| Call of Duty: Modern Warfare 3                                                                                          | 2011              | IW 5.0                                       | Versão melhorada da IW 4.0 do Call of Duty: Modern Warfare 2 |
| Call of Duty: Black Ops II                                                                                              | 2012              | IW 3.0 melhorado                             | IW 3.0 do Call of Duty: Black Ops muito modificada |
| Call of Duty: Ghosts | 2013              | IW 6.0                                       | Versão significativamente atualizada da IW 5.0 do Call of Duty: Modern Warfare 3                                                                                  |
| Call of Duty: Advanced Warfare                                                                                          | 2014              | IW 6.0                                       | Versão muito modificada da IW 5.0 do Call of Duty: Modern Warfare 3                                                                                               |
| Call of Duty: Black Ops III                                                                                             | 2015              | IW 3.0                                       | IW 3.0 atualizada do Call of Duty: Black Ops II muito modificada                                                                                                  |
| Call of Duty: Infinite Warfare                                                                                          | 2016              | IW 7.0                                       | Significativamente atualizada da IW 6.0 muito modificada do Call of Duty: Ghosts e incorpora aspectos da engine melhorada do Call of Duty: Modern Warfare de 2019 |
| Call of Duty: WWII | 2017              | IW 6.0 modificada                            | Versão melhorada da engine do Call of Duty: Advanced Warfare |
| Call of Duty: Black Ops 4                                                                                               | 2018              | IW 5.5 modificada                            | Atualizada da engine do Call of Duty: Black Ops III |
| Call of Duty: Modern Warfare                                                                                            | 2019              | IW 8.0                                       | Versão muito reconstruída e melhorada da engine IW com iluminação muito aprimorada, renderização, físicas, texturas, áudio, etc.                                  |
| Call of Duty: Black Ops Cold War                                                                                        | 2020              | IW 5.0 atualizada, com ferramentas da IW 8.0 | Versão atualizada da engine do Call of Duty: Black Ops 4 (IW 3.0 muito modificada)                                                                                |
| Call of Duty: Vanguard                                                                                                  | 2021              | IW 8.0                                       | Versão atualizada da engine do Call of Duty: Modern Warfare |
| Call of Duty: Modern Warfare II Call of Duty: Warzone 2.0 Call of Duty: Modern Warfare III Call of Duty: Warzone Mobile | 2022 2023         | IW 9.0                                       | Versão muito atualizada da engine do Call of Duty: Modern Warfare                                                                                                 |
| Call of Duty: Black Ops 6                                                                                               | 2024              | IW 9.0 Modificada                            | Versão modificada da engine do Call of Duty: Modern Warfare II (2022)                                                                                             |